# Teófilo Serrano
José Teófilo Serrano Beltrán (Tudela, 28 de julio de 1950 - Tudela, 3 de agosto de 2024) fue un político y funcionario español, ingeniero de Caminos, Canales y Puertos de profesión. Diputado de la iii legislatura de la Asamblea de Madrid, ejerció de secretario general de la Federación Socialista Madrileña (FSM) entre 1991 y 1994.

## Biografía
Nacido en la localidad navarra de Tudela, obtuvo una titulación de ingeniero de Caminos, Canales de Puertos, ingresando posteriormente en la administración como funcionario.
Empezó a militar en el Partido Socialista Obrero Español (PSOE) en 1976. Desempeñó el cargo de secretario de Estado para la Administración Pública durante los gobiernos de Felipe González desde 1986 hasta 1991,cuando sustituyó a Joaquín Leguina como secretario general de la Federación Socialista Madrileña (FSM). En el contexto de las disputas internas en la FSM entre guerristas y renovadores, Serrano,  a pesar de haber sido propuesto por los guerristas, se distanció del líder guerrista José Acosta, y tuvo que aguantar tensiones provenientes de dicha facción; llegó a ser identificado como perteneciente a los renovadores de la FSM.
Fue incluido en el número 2 de la lista del PSOE para las elecciones a la Asamblea de Madrid de 1991, convirtiéndose en diputado de la iii legislatura de la Asamblea de Madrid. También desempeñó el cargo de senador, designado por el parlamento regional. Cansado de las tensiones continuas en la FSM, Serrano presentó su renuncia en 1994. Fue sustituido como secretario general por el renovador Jaime Lissavetzky. También dejó su escaño de diputado en la Asamblea de Madrid (y consiguientemente el de senador por designación autonómica).
Tras su salida de la política regional madrileña, ejerció de director general Instituto Geográfico Nacional. Trabajó posteriormente como director gerente de Tussam y como consejero delegado y director de Gestión de Infraestructuras de Andalucía (GIASA). Consejero de Empleo e Inmigración en la Embajada de España en el Reino Unido, fue nombrado por el Consejo de Ministros  como nuevo presidente de Renfe en mayo de 2009. Abandonó el cargo a finales de 2011, con la llegada a la presidencia del Gobierno de Mariano Rajoy.